# Мартинас Гецевичијус
Мартинас Гецевичијус (литв. Martynas Gecevičius; Вилњус, 16. мај 1988) је литвански кошаркаш. Игра на позицији бека.

## Биографија
Сениорску каријеру започео је сезоне 2004/05. у клубу Сакалај и тамо се задржао до јануара 2007. када је прешао у Лијетувос ритас. Са Ритасом је по два пута освајао национално првенство и куп, као и Балтичку лигу, а једном је био и победник Еврокупа. Био је део тима који је у сезони 2008/09. постигао највећи успех у историји клуба освајањем чак 4 трофеја. Победио је на такмичењу у шутирању тројки Балтичке лиге 2007. године. Био је најкориснији играч финала првенства Литваније 2010, а те и наредне године је играо и ол-стар утакмицу овог такмичења.
Од 2011. две сезоне провео је у Олимпијакосу и тамо постигао свој највећи клупски успех - наиме, био је део састава који је две године узастопно освајао Евролигу, а списку трофеја додао је и једно првенство Грчке. У лето 2013. вратио се у Лијетувос ритас и са њима провео наредне две сезоне. У сезони 2015/16. био је играч турске екипе ТЕД Анкара Колејлилер, а наредну је провео у екипи Сарагосе 2002. У сезони 2017/18. бранио је боје Зјелоне Горе. У сезони 2018/19. игра за Пријенај.
Био је члан сениорске репрезентације Литваније са којом је на Светском првенству 2010. освојио бронзану медаљу.

## Успеси

### Клупски
- Лијетувос ритас:
  - УЛЕБ Еврокуп (1): 2008/09.
  - Балтичка лига (2): 2006/07, 2008/09.
  - Првенство Литваније (2): 2008/09, 2009/10.
  - Куп Литваније (2): 2009, 2010.

- Олимпијакос:
  - Евролига (2): 2011/12, 2012/13.
  - Првенство Грчке (1): 2011/12.

### Репрезентативни
- Европско првенство до 20 година:  2008.
- Светско првенство:  2010.

### Појединачни
- Најкориснији играч финала Литванске кошаркашке лиге (1): 2009/10.
- Учесник ол-стар утакмице Литванске кошаркашке лиге (2): 2010, 2011.